# Omakaitse
L'Omakaitse (signifie littéralement « gardien de la maison ») est une organisation milicienne active en Estonie. Elle est fondée en 1917 à la suite de la Révolution russe. À la veille de l'occupation de l'Estonie par l'Empire allemand, les unités Omakaitse prennent le contrôle des principales villes du pays, permettant au Comité de salut de l'Assemblée provinciale estonienne de proclamer l'indépendance de l'Estonie. Après l'occupation allemande, les Omakaitse sont devenus hors-la-loi.
La Ligue de défense estonienne est dissoute en 1940 après l'occupation soviétique de l'Estonie,.
L'Omakaitse est rétabli lors de l'opération Barbarossa en 1941 par les frères de la forêt qui ont pris le contrôle du pays avant l'arrivée des troupes allemandes, permettant à Jüri Uluots d'établir un conseil de coordination à Tartu pour proclamer le gouvernement provisoire de l'Estonie. Les Allemands ont dissous le gouvernement provisoire tout en maintenant les unités armées dans l'Omakaitse après l'intégration de l'Estonie au sein du Reichskommissariat Ostland occupé par les Allemands. Pendant la Seconde Guerre mondiale, l'Omakaitse a existé du 3 juillet 1941 au 17 septembre 1944 sur le front de l'Est, date à laquelle le groupe d'armées Nord commence à se replier d'Estonie continentale face à l'avancée de l'Armée rouge, la plupart des membres devant rentrer cesse le combat. Cependant, les membres désirant continuer la lutte seront évacués vers l'Allemagne et intégrés dans la 20e division SS.